# His ’n’ Hers
His ’n’ Hers — четвёртый студийный альбом группы Pulp, вышедший 21 июня 1994 года. Продюсером альбома стал Эд Баллер, известный своей работой с группой Suede.

## Список композиций
1. Joyriders
2. Lipgloss
3. Acrylic Afternoons
4. Have You Seen Her Lately?
5. Babies
6. She’s a Lady
7. Happy Endings
8. Do You Remember the First Time?
9. Pink Glove
10. Someone Like the Moon
11. David’s Last Summer

В американскую версию альбома вошла также песня «Razzmatazz», выпущенная в Великобритании как сингл в 1993 году.
11 сентября 2006 года в Великобритании вышло специальное издание этого альбома на двух дисках. Второй диск включает би-сайды, концертные выступления, в том числе и ранее не издававшиеся.
Бонус-диск
1. Live On (BBC Mark Goodier Session)*
2. You’re not Blind (demo)*
3. Space (BBC Hit The North Session soundcheck)*
4. The Boss (demo)*
5. Watching Nicky (demo)*
6. Frightened (demo)*
7. Your Sister’s Clothes (b-side)
8. Seconds (b-side)
9. His’n’Hers (b-side)
10. Street Lites (b-side)
11. You’re a Nightmare (BBC John Peel Session)*
12. The Babysitter (b-side)
13. Deep Fried in Kelvin (b-side)

* − ранее неизданные песни